# Tallula, Illinois
Tallula là một làng thuộc quận Menard, tiểu bang Illinois, Hoa Kỳ. Năm 2010, dân số của làng này là 488 người.

## Dân số
Dân số qua các năm:
- Năm 2000: 638 người.
- Năm 2010: 488 người.